# Где третий король?
«Где третий король?» (пол. Gdzie jest trzeci król) — польский фильм, снятый в 1967 году Рышардом Бером по одноимённой повести автора сценария. Фильм снят в интерьерах замка в Курнике.

## В ролях
- Анджей Лапицкий — Стефан Берент, капитан милиции
- Калина Ендрусик — Малгожата Садецкая, реставратор картин
- Венчислав Глинский — профессор Гавронский
- Алиса Вышиньская — Катажина Рогальская, поручник милиции
- Тадеуш Кондрат — Владислав Янас, хранитель музея
- Рышард Петруский — Кароль Вилчкевич, заместитель Янаса
- Мария Ваховяк[пол.] — Ванда Щенсняк, секретарша Янаса
- Францишек Печка — Марчак, реставратор картин
- Войцех Покора — Зентара, реставратор картин
- Адам Павликовский — комиссар Дидо из Интерпола
- Збигнев Юзефович — капитан Пулторак, сослуживец Берента
- Леон Петрашкевич[пол.] — полковник Валя, начальник Берента
- Збигнев Плошай[пол.] — милиционер

## Сюжет
В Польшу приезжает комиссар Дидо из Интерпола, занимающийся разработкой так называемого «Синдиката» — международной банды похитителей картин, шефом которой является некий Грубер. По его сведениям, очередной целью «Синдиката» является представляющая большую ценность картина, находящаяся в музее в замке в Борах, на которой изображен средневековый король.
Чтобы воспрепятствовать похищению, в Боры инкогнито выезжают сотрудники Главного управления Гражданской милиции капитан Стефан Берент и поручник Катажина Рогальская. Им дано задание подменить оригинал картины копией и тем самым сорвать планы преступников. Вместе с ними в замок прибывает профессор истории искусств Гавронский.
На месте выясняется, что в музее работают шесть человек: хранитель музея Янас, его заместитель Вилчкевич, помешанный на старинных арбалетах, секретарша Янаса Щенсняк и трое реставраторов — Марчак, Зентара и Садецкая.
За ужином Янас читает старинную легенду, которая гласит, что непосредственно перед смертью владельца замка начинают звенеть колокольчики, изображённые на портрете короля. Ночью Берент и Рогальская успешно производят подмену. 
Однако сразу же выясняется, что кто-то уже заменил картину, а позже окажется, что и эта подмена была не первой! А тут ещё ночную тишину нарушает звон колокольчиков, за которым следует крик Садецкой: на полу рядом с картиной лежит хранитель Янас, убитый стрелой из арбалета.
Берент приступает к расследованию преступления. Ещё до наступления утра ему удаётся разоблачить убийцу и найти картину, а по ходу дела спасти от покушения жизнь своей напарницы Катажины Рогальской…

## Дубляж
Фильм дублирован на киностудии им. М. Горького в 1967 году. 
 Режиссёр дубляжа Э. Волк, звукооператор Р. Карлюченко. Автор русского текста Р. Гришаев, редактор П. Павлов.
В титрах «Роли исполняют и дублируют» указаны (с сохранением орфографии титров):
- Капитан Берент — Анджей Лапицкий — О. Голубицкий
- Катажина Рогальска — Алиция Вышинска — О. Красина
- Профессор Гавронский — Венчислав Глинский — Л. Поляков
- Садецка — Калина Ендрусик — С. Холина
- Щенсняк — Мария Ваховяк — М. Дроздовская
- Янас — Тадеуш Кондрат — А. Кубацкий
- Марчак — Францишек Печка — В. Захарченко
- Зентара — Войцех Покора — С. Коренев

## Интересные факты
Джо Алекс, указанный в титрах автором сценария — псевдоним польского писателя Мацея Сломчинского, который снискал под ним известность как автор детективов про частного сыщика Джо Алекса. Однако повесть «Где третий король?», ставшая литературным первоисточником фильма, вышла под псевдонимом Казимеж Квасьневский.